# Petrotettix spinosus
Petrotettix spinosus är en insektsart som beskrevs av Richards, A.M. 1972. Petrotettix spinosus ingår i släktet Petrotettix och familjen grottvårtbitare. Inga underarter finns listade i Catalogue of Life.